# Qīlān
Qīlān (persiska: قیلان) är en ort i Iran.   Den ligger i provinsen Kermanshah, i den västra delen av landet, 500 km väster om huvudstaden Teheran. Qīlān ligger 824 meter över havet och antalet invånare är 415.
Terrängen runt Qīlān är huvudsakligen kuperad, men åt nordväst är den platt.Runt Qīlān är det ganska tätbefolkat, med 54 invånare per kvadratkilometer. Närmaste större samhälle är Gīlān-e Gharb, 12,6 km norr om Qīlān. Omgivningarna runt Qīlān är i huvudsak ett öppet busklandskap.